# 翻訳掲示板
翻訳掲示板(ほんやくけいじばん)は、翻訳システムを備えた電子掲示板である。掲示板の書き込みは閲覧者の用いる言語へと翻訳されるため、気軽に他言語を用いる人間との交流ができる。

## 翻訳掲示板の問題点
- 翻訳掲示板については、まだ翻訳システムが完璧なものではないためどうしても誤訳等による齟齬が発生する。
- 文化の相違からも齟齬が発生し掲示板上で揉める事も多い。
- 日本語と朝鮮語間においてはかなり精度の高い翻訳が可能であるが、日本語と語順の違う中国語の場合翻訳の精度が低く、お互いの発言が理解できないことも多かった。

## 現在稼働中の掲示板
現在稼働中の翻訳掲示板は2つある。
- GoKorea（日本語←→朝鮮語）
- KJCLUB（日本語←→朝鮮語）

## 過去の代表的な掲示板
- Enjoy Korea - 韓国の検索ポータル・ネイバーが運営する日韓翻訳掲示板 （日本語←→朝鮮語）（2009年2月20日閉鎖）
- 中央日報社が運営する翻訳掲示板 (同上)（閉鎖）
- 上海クイーン（日本語←→中国語）（閉鎖）
- Tanobb（多言語←→多言語）（2017年6月閉鎖）